# Pico Carcelles
El Pico Carcelles (en inglés: Carcelles Peak) es un pico por encima de los 1065 m s. n. m. ubicado inmediatamente al sur de la cabeza del fiordo Moraine en Georgia del Sur, en el océano Atlántico Sur, cuya soberanía está en disputa entre el Reino Unido el cual las administra como «Territorio Británico de Ultramar de las islas Georgias del Sur y Sandwich del Sur», y la República Argentina que las integra al Departamento Islas del Atlántico Sur, dentro de la Provincia de Tierra del Fuego, Antártida e Islas del Atlántico Sur. Fue examinado por la South Georgia Survey en el período 1951-1957, y nombrado por el Comité Antártico de Lugares Geográficos del Reino Unido por Alberto Carcelles, que hizo las colecciones biológicas en Georgia del Sur en 1926/27 y 1929/30 para el Museo Nacional de Buenos Aires.